# زیردریایی کلاس یو-۲۷ (اتریش-مجارستان)
زیردریایی کلاس یو-۲۷ (اتریش-مجارستان) (به انگلیسی: U-27-class submarine (Austria-Hungary)) یک کلاس از زیردریایی است که طول آن ۱۲۱ فوت ۱ اینچ (۳۶٫۹۱ متر) می‌باشد.